# 占海特事件
占海特事件，是一宗发生于2012年下半年的教育争议事件。当时就读上海市新竹园中学的非上海户籍初中生占海特因戶籍而無法就讀上海的普通高中，占海特認為此規定妨碍了她的个人權利。在事件中，双方围绕中国高考政策等情况发生激烈的争论。

## 背景
占海特是一名女初中生，1997年8月1日生于广东省珠海市。其父亲是江西省人。2002年她随父母到上海居住，没有本地户口的她先後就读上海的公办小学和民办中学。接近初中毕业时，由于占海特父母違反計划生育規定與沒有按規定繳稅，因此無法進入上海市的高中，只能在上海报读中等职业技术学校或回到户籍所在地江西参加中考升入普通高中学习。由于无法参与上海中考，她与她父亲多次到上海信访办及教育部门，均被拒绝要求。她有一个8岁的弟弟与一个5岁的妹妹，在当时中国的计划生育政策中属于違法，按照上海的入户政策，違反计划生育不能擁有上海戶口。占海特自称“少年公民”，呼吁教育公平，要求在上海参加中考；并主张就地中高考政策不应与考生父母的职业、纳税与社保等信息相关联。2012年6月，她在新浪微博发声伊始便吸引了許多上海外来族群前来响应。

## 经过
2012年6月8日，事件主角在新浪微博注册并发表自己希望参加上海中考意愿的微博，开始受到关注。她自称“少年公民、自由战士、民主先锋、因非沪籍失学，推动教育公平，矢志不移”。她的微博内容使用成人化的语句，被不少人认为“过度成熟”，反对者质疑有人代笔。她父亲称是经过全家商量后才发出微博。10月21日，該微博上发出“约辩”战帖（当时微博为个人实名认证），称邀请京沪户籍人士于10月25日在大沽路100号上海教委辩论，随后她被上海警方约谈。2012年10月25日上午9点半，占海特一家到达上海教委大门口，遇到上海本地居民的反对团体，与其展开激烈争辩。
以“守沪者联盟”为代表的反对方宣称自己并非“排外”，而是维护“契约精神”以及“权利与义务对等”的社会规则，并认为：上海的教育资源来自于上海市民数十年遵守国家计划生育法规所积累，占家超生、涉嫌偷漏税等违规违法行为才是导致其不能在上海中考的原因，占海特只是其背后团体的一颗棋子而已。双方在线上与线下展开了多轮辩论与争吵。2012年12月8日，占海特一家在上海人民广场进行集会，與前往阻止的上海市民发生冲突，最终，占海特父亲被警方以“非法集会”逮捕。
2012年12月8日，占海特之父占全喜於上海人民广场活動，遭到警方刑事拘留。12月8日中午，當事者将她的遭遇和照片发上微博，之后被微博禁言。翌日上午，其微博账号遭到刪除；之后改为治安拘留五日。此后，有媒体报道占家違反計畫生育與未按規定繳稅，因而激起上海市民对占家行为的不满。占家表示他们家租住的房屋房东受到居委会的压力，要求他们两个月内搬迁。
2013年3月7日，上海市委书记韩正在参加第十二届全国人大一次会议的上海代表全体会议上称，让每一个孩子接受良好的教育是各级的责任和义务。他又提到，上海目前的义务教育政策符合中央政府方针。韩正称今后会对高考、中职和高职的教育政策继续作出细化，保证学生的求学需求。

## 争议
在中国大陆，上海的教育资源对外来人口实际比较开放，其中上海义务教育阶段随迁子女的比例已占到40%，占海特因其父母违反中国大陆计划生育规定而不能参加中考。占海特認爲享受公平教育是作为公民的权利，不愿意妥协回到江西老家读书。
一些上海本地居民則認爲外地户口就读本地高中占用资源，损害本地人利益。占海特一家存在超生、涉嫌偷逃税等违法违规行为，不应享受当地福利。占海特只是她父母及其背后团队的一颗棋子。

## 后续
占海特后续未在上海继续争取求学。2016年5至6月，媒体报道称在家自学三年的占海特获美国普渡大学录取。2021年占父受訪時表示占海特健康狀況不佳。

## 延伸阅读
- 中国城市的占海特问题（页面存档备份，存于），凤凰财经，来自华夏时报，2012年12月22日
- 可见性”：社会化媒体与公共领域——以占海特“异地高考”事件为例[]，作者：孙玮、李梦颖，西北师大学报(社会科学版)。